# AKA 7even
AKA 7even, pseudonimo di Luca Marzano (Vico Equense, 23 ottobre 2000), è un cantautore italiano.
Ha raggiunto il successo nel 2020 in seguito alla partecipazione alla ventesima edizione del talent show Amici di Maria De Filippi. Ha ottenuto un disco di platino per il suo album di debutto eponimo, posizionatosi sul podio della classifica italiana, e varie altre certificazioni per i singoli Mi manchi, Loca e Perfetta così. Vincitore di un MTV Europe Music Award e di un Kids' Choice Award, nel 2022 ha partecipato in gara al 72º Festival di Sanremo con il brano Perfetta così.

## Biografia

### Primi anni
È cresciuto a Santa Maria la Carità, nella provincia di Napoli, all'età di sette anni si ritrova in coma per sette giorni, a causa di un'encefalite. Al suo risveglio, riferisce di aver visto i nonni, deceduti da tempo e che lui non aveva mai conosciuto. Da quest'esperienza il suo pseudonimo "AKA 7even".

### 2017-2019: Partecipazione adX Factor 11eChiaroscuro
Nel 2017 ha fatto il suo debutto prendendo parte all'undicesima edizione del talent show X Factor. Seppur eliminato durante la fase dei bootcamp, dall'anno successivo ha iniziato a pubblicare musica firmandosi con il suo nome anagrafico.
Nel 2019 ha pubblicato il suo EP di debutto Chiaroscuro, da cui sono stati estratti i singoli Figli di un'avventura, Niente se non te e Come pioggia, oltre ad altre collaborazioni nei singoli Unaware con Gabriele Esposito, Napoli with Me con Cosmophonix e Sànta Marìa con BossFamily.

### 2020-2021: Partecipazione adAmici 20eAKA 7even
Dal 2020 ha iniziato a pubblicare la sua musica con lo pseudonimo di AKA 7even, lanciando vari singoli tra cui una collaborazione con il rapper Biondo intitolata Coco. Nello stesso anno ha preso parte alla ventesima edizione del talent show musicale Amici di Maria De Filippi; venendo poi selezionato per partecipare alla fase iniziale del programma e accedendo poi alla fase serale, dove una volta arrivato in finale si è posizionato quarto nella classifica generale e secondo nella categoria canto.
Durante il corso del talent, Marzano ha firmato un contratto discografico con la Columbia Records, con cui ha pubblicato alcuni singoli, ottenendo un notevole successo commerciale con la ballata Mi manchi: il brano ha infatti raggiunto la quarta posizione della classifica Top Singoli ed è stato certificato doppio disco di platino dalla FIMI. Nel maggio 2021 AKA 7even ha pubblicato il singolo Loca e l'album di debutto eponimo, per poi classificarsi terzo nella finale di Amici. Nelle settimane successive l'album e il singolo Loca hanno raggiunto rispettivamente la terza e la seconda posizione nelle classifiche italiane e sono stati rispettivamente certificati disco di platino e triplo platino.
Nell'estate 2021 l'artista ha intrapreso la sua prima tournée nazionale denominata Estate Loca tour e si è esibito ad eventi musicali come Battiti Live e i SEAT Music Awards. In seguito al successo nazionale, il brano Loca è stato pubblicato in una versione in lingua spagnola in duetto con il cantante Robledo. Nel settembre 2021 i suoi brani Mi manchi e Black sono stati inseriti nella colonna sonora del cortometraggio La regina di cuori.
Il 29 ottobre 2021 è stato pubblicato il singolo 6 PM, mentre il 14 novembre seguente ha ricevuto l'MTV Europe Music Award al miglior artista italiano a Budapest, in Ungheria. Dal 23 novembre è disponibile in tutte le librerie il suo primo libro dal titolo 7 vite, edito da Mondadori.

### 2022-2024: Festival di Sanremo 2022 e progetti vari
Nel febbraio 2022 ha partecipato per la prima volta in gara al 72º Festival di Sanremo con il brano Perfetta così, classificandosi al tredicesimo posto al termine della manifestazione. Il brano è stato poi certificato disco di platino per le 100 mila copie vendute. Il 4 febbraio, nella quarta serata dedicata alle cover, ha duettato con Arisa cantando il brano Cambiare di Alex Baroni, classificatosi al quattordicesimo posto. Nell'aprile dello stesso anno gli è stato assegnato un Kids' Choice Award per il cantante italiano preferito.
Nei mesi di maggio e giugno 2022 ha pubblicato i singoli Come la prima volta e Toca, quest'ultimo in collaborazione con Guè e certificato disco d'oro. Dal 5 settembre dello stesso anno a gennaio 2023 è stato testimonial di CoopVoce. L'artista oltre ad avere intrapreso la sua prima tournée denominata AKA 7even Summer tour si è esibito ad alcuni eventi musicali come i TIM Music Awards Special. Il 9 dicembre è uscito il singolo Non piove più, eseguito in anteprima il 30 novembre durante il concerto live in piazza del Plebiscito a Napoli. Il 9 giugno 2023 è stato reso disponibile il singolo estivo Rock n Roll.
Il 12 gennaio 2024 è uscito il singolo Non dimenticare, seguito il 12 aprile dal singolo Notte fonda.

### 2025-presente:Non x soldi
Il 2 maggio 2025 ha pubblicato il suo secondo EP Non x soldi, accompagnato dall'omonimo singolo in collaborazione con il produttore Junior K. Il 27 giugno è uscito il singolo Ragione e follia, insieme a Tormento e Junior K e inserito nella riedizione digitale dell'EP Non x soldi.

## Influenze musicali
Intervistato dal quotidiano la Repubblica, Marzano ha citato Alex Baroni, The Weeknd, Bruno Mars, Michael Jackson e Justin Bieber come fonti d'ispirazione musicale. Riguardo al suo nome d'arte, l'artista ha dichiarato di aver scelto il numero 7 in seguito a un periodo di coma di sette giorni causato da un'encefalite.

## Discografia
- 2021 – AKA 7even

## Tournée
- 2021 – Estate Loca tour
- 2022 – AKA 7even Summer tour

## Programmi televisivi
- X Factor 11 (Sky Uno, Now TV, TV8, Cielo, 2017) - concorrente
- Amici di Maria De Filippi 20 (Canale 5, Italia 1, 2020-2021) - concorrente

## Partecipazioni a manifestazioni canore
- Festival di Sanremo (Rai 1)
  - 2022 – 13º posto con Perfetta così

## Spot pubblicitari
- CoopVoce (2022-2023)

## Opere
- AKA 7even, 7 vite, Mondadori, 23 novembre 2021, ISBN 9788804746690.

## Riconoscimenti
- Kids' Choice Awards
  - 2022 – Cantante italiano preferito[39]
- MTV Europe Music Awards
  - 2021 – Miglior artista italiano[1]